# 생태계 서비스
생태계 서비스(Ecosystem service)는 자연 환경과 건강한 생태계가 인간에게 제공하는 다양하고 다양한 혜택을 의미한다. 이러한 생태계에는 농업 생태계, 산림 생태계, 초원 생태계, 수생 생태계 등이 포함된다. 건강한 관계 속에서 기능하는 이러한 생태계는 작물의 자연 수분, 깨끗한 공기, 극심한 기후 완화, 인간의 정신적, 육체적 안녕과 같은 것을 제공한다. 종합적으로, 이러한 이점은 생태계 서비스로 알려지고 있으며, 식량 공급, 깨끗한 식수 공급, 폐기물 분해, 식량 생태계의 탄력성과 생산성에 필수적인 경우가 많다.
과학자와 환경론자들은 수십 년 동안 암묵적으로 생태계 서비스에 대해 논의해 왔지만, 2000년대 초 새천년 생태계 평가(MA)가 이 개념을 대중화했다. 그곳에서 생태계 서비스는 네 가지 광범위한 범주로 분류된다. 식량과 물 생산과 같은 공급; 기후 및 질병 통제와 같은 규제; 영양 순환 및 산소 생산과 같은 지원; 정신적, 오락적 혜택과 같은 문화적인 혜택도 포함된다. 의사 결정자에게 정보를 제공하기 위해 인간이 설계한 인프라 및 서비스와 동등한 비교를 도출하기 위해 많은 생태계 서비스가 평가되고 있다.
하구와 해안 생태계는 모두 해양 생태계이다. 이들 생태계는 다양한 방식으로 네 가지 범주의 생태계 서비스를 수행한다. "조절 서비스"(regulating services)에는 기후 조절은 물론 폐기물 처리, 질병 조절, 완충 구역이 포함된다. "공급 서비스"(provisioning services)에는 목재, 수산물, 담수, 원자재, 생화학 및 유전자 자원과 같은 임산물이 포함된다. 해안 생태계의 "문화 서비스"에는 영감을 주는 측면, 레크리에이션 및 관광, 과학 및 교육이 포함된다. 해안 생태계의 "지원 서비스"(supporting services)에는 영양분 순환, 생물학적 매개 서식지 및 1차 생산이 포함된다.

## 같이 보기
- 블루카본
- 핵심종
- 산소 순환